# Sennia Nanua
Sennia Nanua (* 13. November 2002 in Nottingham) ist eine britische Schauspielerin.

## Leben und Karriere
Nanua wurde am 13. November 2002 in Nottingham geboren. Ihr Debüt gab sie 2015 in dem Kurzfilm Beverley. Anschließend bekam sie 2016 in dem Film The Girl with All the Gifts eine Hauptrolle. Außerdem trat sie 2018 in The Fight auf. Im selben Jahr war Naua in einer Folge in Casualty zu sehen. Unter anderem wurde sie für den Film Frankie gecastet. 2022 spielte sie in der Serie The Serpent Queen mit.

## Filmografie
- 2015: Beverley (Kurzfilm)
- 2016: The Girl with All the Gifts
- 2018: The Fight
- 2018: Casualty (Fernsehserie, 1 Episode)
- 2019: Frankie
- 2022: The Serpent Queen (Fernsehserie)

## Auszeichnungen

### Nominiert
- 2016: British Independent Film Awards 2016 in der Kategorie „Most Promising Newcomer“[4]
- 2017: 22nd Empire Awards in der Kategorie „Best Female Newcomer“[5]